# Resolutie 963 Veiligheidsraad Verenigde Naties
Resolutie 963 van de Veiligheidsraad van de Verenigde Naties werd unaniem aangenomen op 29 november 1994. 

## Inhoud
De Veiligheidsraad bestudeerde de aanvraag voor lidmaatschap van de VN van de Republiek Palau. De Algemene Vergadering werd aanbevolen om aan Palau het VN-lidmaatschap toe te kennen.

## Verwante resoluties
- Resolutie 829 Veiligheidsraad Verenigde Naties (1993, Monaco)
- Resolutie 848 Veiligheidsraad Verenigde Naties (1993, Andorra)
- Resolutie 1248 Veiligheidsraad Verenigde Naties (1999, Kiribati)
- Resolutie 1249 Veiligheidsraad Verenigde Naties (1999, Nauru)

Lijst ·  893 ·  894 ·  895 ·  896 ·  897 ·  898 ·  899 ·  900 ·  901 ·  902 ·  903 ·  904 ·  905 ·  906 ·  907 ·  908 ·  909 ·  910 ·  911 ·  912 ·  913 ·  914 ·  915 ·  916 ·  917 ·  918 ·  919 ·  920 ·  921 ·  922 ·  923 ·  924 ·  925 ·  926 ·  927 ·  928 ·  929 ·  930 ·  931 ·  932 ·  933 ·  934 ·  935 ·  936 ·  937 ·  938 ·  939 ·  940 ·  941 ·  942 ·  943 ·  944 ·  945 ·  946 ·  947 ·  948 ·  949 ·  950 ·  951 ·  952 ·  953 ·  954 ·  955 ·  956 ·  957 ·  958 ·  959 ·  960 ·  961 ·  962 ·  963 ·  964 ·  965 ·  966 ·  967 ·  968 ·  969